# Кебиспаев, Алмат Кабдрашевич
Алмат Кабдрашевич Кебиспаев (род. 12 декабря 1987, Урджар, Абайская область) — казахский борец греко-римского стиля, неоднократный чемпион Казахстана, серебряный призёр Чемпионата Азии (2009 и 2017), победитель Чемпионата Азии (2011), золотой призёр Гран-при Ивана Поддубного, бронзовый призёр Чемпионата Мира в Москве и Лас-Вегасе, Серебряный призёр Чемпионата Мира в Стамбуле.
Заслуженный мастер спорта Республики Казахстан. Участник Олимпиады-2012 в Лондоне и Олимпиады-2016 в Рио-де-Жанейро . Лейтенант полиции
На предолимпийском чемпионате мира 2019 года, который проходил в столице Казахстана, в весовой категории до 63 кг завоевал бронзовую медаль уступив в полуфинале борцу из Японии Синобе Ота.